# Горьковська сільська рада (Новоорський район)
Го́рьковська сільська рада (рос. Горьковский сельский совет) — сільське поселення у складі Новоорського району Оренбурзької області Росії.
Адміністративний центр — село Горьковське.

## Населення
Населення — 1104 особи (2019; 1307 в 2010, 1819 у 2002).

## Склад
До складу сільської ради входять:
| Населений пункт   | Населення, осіб (2002) | Населення, осіб (2010) |
| ----------------- | ---------------------- | ---------------------- |
| Горьковське, село | 964                    | 687                    |
| Закумачне, село   | 133                    | 90                     |
| Лужки, село       | 344                    | 225                    |
| Можаровка, село   | 378                    | 305                    |